# Pentachore
En géométrie euclidienne de dimension quatre, le pentachore, ou 5-cellules, aussi appelé un pentatope ou 4-simplexe, est le polychore régulier convexe le plus simple. C'est la généralisation d'un triangle du plan ou d'un tétraèdre de l'espace.

## Noms alternatifs
- Hypertétraèdre (de dimension 4)
- 5-cellules ou {\displaystyle C_{5}}
- 4-simplexe
- Pentatope
- Pentaèdroïde (Henry Parker Manning)
- Pen (Jonathan Bowers : pour pentachore)

## Construction
Le pentachore peut être construit à partir d'un tétraèdre en ajoutant un 5e sommet tel qu'il soit simultanément équidistant avec les quatre sommets du tétraèdre. Essentiellement, le pentachore est une pyramide quadridimensionnelle avec une base tétraédrique.

## Géométrie
Le pentachore est constitué de cinq cellules, toutes des tétraèdres. C'est un polytope auto-dual. Sa figure de sommet est un tétraèdre. Son intersection maximale avec l'espace tridimensionnel est le prisme triangulaire.
Le symbole de Schläfli du pentachore est {3,3,3}.
Le pentachore régulier est la base d'une famille de neuf polychores uniformes, dont les autres membres, non réguliers, sont :
- le pentachore rectifié, un des trois polychores semi-réguliers,
- le pentachore tronqué (en),
- le pentachore bitronqué (en),
- le pentachore biseauté (en),
- le pentachore biseauté-tronqué (en),
- le pentachore augmenté (en),
- le pentachore augmenté-tronqué (en),
- le pentachore omnitronqué (en).

| Troncatures du pentachore                        | Pentachore        | Pentachore tronqué | Pentachore rectifié | Pentachore biseauté  | Pentachore bitronqué | Pentachore biseauté-tronqué | Pentachore augmenté | Pentachore augmenté-tronqué | Pentachore omnitronqué |
| Symbole de Schläfli                              | {3,3,3} 3r{3,3,3} | t{3,3,3} 3t{3,3,3} | r{3,3,3} 2r{3,3,3}  | rr{3,3,3} r2r{3,3,3} | 2t{3,3,3}            | tr{3,3,3} t2r{3,3,3}        | t0,3{3,3,3}         | t0,1,3{3,3,3} t0,2,3{3,3,3} | t0,1,2,3{3,3,3}        |
| Diagramme de Coxeter                             | ·                 | ·                  | ·                   | ·                    |                      | ·                           |                     | ·                           |                        |
| ------------------------------------------------ | ----------------- | ------------------ | ------------------- | -------------------- | -------------------- | --------------------------- | ------------------- | --------------------------- | ---------------------- |
| Diagramme de Schlegel                            |                   |                    |                     |                      |                      |                             |                     |                             |                        |
| Projection orthogonale par le plan de Coxeter A4 |                   |                    |                     |                      |                      |                             |                     |                             |                        |
| par le plan de Coxeter A3                        |                   |                    |                     |                      |                      |                             |                     |                             |                        |
| par le plan de Coxeter A2                        |                   |                    |                     |                      |                      |                             |                     |                             |                        |

## Images
| Figure de sommet : Tétraèdre. | Patron du pentachore |

## Projections
| Une projection 3D d'un pentachore exécutant une double rotation sur deux plans orthogonaux. | Quatre projections orthogonales. |

Une des projections possibles du pentachore en 2 dimensions est le pentagramme inscrit dans un pentagone.
Les deux projections parallèles sommet en premier et cellule en premier du pentachore en 3 dimensions ont une enveloppe de projection tétraédrique. Le sommet le plus étroit ou le plus éloigné du pentachore est projeté vers le centre du tétraèdre. La cellule la plus éloignée/la plus étroite est projetée sur l'enveloppe tétraédrique elle-même, tandis que les quatre autres cellules sont projetées sur les quatre régions tétraédriques aplaties entourant le centre.
Les projections arête en premier et face en premier du pentachore dans trois dimensions ont une enveloppe en forme de diamant triangulaire. Deux des cellules sont projetées sur les moitiés supérieures et inférieures du diamant, tandis que les trois restantes sont projetées vers les trois volumes tétraédriques non-réguliers arrangés autour de l'axe central du diamant à 120 degrés l'un de l'autre.